# Mario Almondo
Mario Almondo (Torino, 17 settembre 1964) è un ingegnere italiano. Dopo essere stato l'ultimo Direttore Tecnico Italiano vincente e il Direttore Tecnico più giovane (42 anni) a vincere entrambi i campionati del mondo di F1 (Campionato piloti e Campionato costruttori) in Ferrari, C.O.O. e Senior Vice President ed H.R Director per il gruppo Ferrari, oltre consulente e imprenditore attivo per diverse start up, Presidente e amministratore delegato del gruppo Brembo in Cina Far East, è ora C.O.O. di Performance Division di Brembo S.P.A.. Almondo è diventato membro della Commissione Sicurezza FIA (Federazione Internazionale dell'Automobile) da gennaio 2018.

## Biografia
Dopo gli anni dell'adolescenza trascorsi a Parma, Almondo si è laureato al Politecnico di Milano in Ingegneria delle tecnologie industriali con indirizzo economico-organizzativo.
Arriva in Ferrari nel 1991, dapprima nella divisione Gran Turismo in qualità di responsabile tecnologie e industrializzazione meccanica, assemblaggio, fonderia e sale prova motori. Dopo due anni entra a far parte dell'Ufficio del personale e nel 1995 approda alla divisione sportiva della scuderia in qualità di direttore industriale.
Nel settembre 2005 diviene direttore del personale e dell'organizzazione. Nel novembre 2006 è promosso a capo della direzione tecnica, a cui fa capo la direzione autotelaio (allora guidata da Aldo Costa) e la direzione motori (guidata allora da Gilles Simon).
Nel 2007 è stato il direttore tecnico della Scuderia, e fino al 2009 ha ricoperto l'incarico di Direttore delle Operazioni della Scuderia Ferrari.
Nel settembre 2011 è stato nominato responsabile della Direzione Processi Produttivi della Gestione Gran Turismo. Nel febbraio 2013 lascia la Scuderia Ferrari per trovare nuovi stimoli, ma, secondo voci, per incompatibilità con un personaggio di spicco della dirigenza.
Nel gennaio 2015 il trasferimento in Cina come amministratore delegato dell'azienda italiana Brembo.
Nell'aprile 2017 è stato nominato il direttore di Performance Division di Brembo S.p.A.